# Станка Цекова
Станка Цекова Тодорова е български политик от БКП и министър (1957 – 1959), заслужил деятел на леката промишленост (1980).

## Биография
Станка Цекова е родена на 18 април 1901 в село Соточино, днес с. Гаврил Геново в семейството на един от основатели на БРСДП (т.с) във Фердинандско Цеко Тодоров. Сестра ѝ Вера Начева, също е политик. От 1920 година е член на БКМС, а от 1922 и на БКП. Участва в Септемврийското въстание от 1923 година, като превързва ранени в болницата. След неуспешния му край се укрива. През септември 1924 г. емигрира и обикаля Австрия, Югославия, СССР и други страни.

### Живот в СССР
От 1925 до 1928 г. учи в Комунистическия университет за национални малцинства от запада (КУНМЗ). Става член на ВКП (б). От 1928 г. работи като предачка в текстилна фабрика в Москва. Там става партиен секретар на цеховата организация. През 1931 г. става партиен секретар на фабриката. На следващата година става партиен секретар на трикотажния комбинат „Красная заря“ в Москва. От 1930 до 1933 г. е член на РК на ВКП (б) в Баумански и Сталински РК. По-късно е преместена в Аткарски район, Саратовска област. Там от 1935 г. е втори секретар на Питерския РК на ВКП (б). През 1938 г. се завръща в Москва и работи като плановик на цех в своята фабрика. След това става началник-кадри на фабриката. През 1941 г. при инвазията на немците е евакуирана. През 1942 г. председател на селски съвет.

### Живот в България след 9 септември 1944 г.
През май 1945 г. след писмо на Георги Димитров се връща в Москва. Завръща се в България през 1945 година и започва работа в ЦК на БКП като инструктор в отдел „Кадри“. През 1948 г. е назначена за директор на Вълненотекстилния комбинат в София. От следващата година е заместник-министър на промишлеността. Между 1948 и 1952 година е кандидат-член на ЦК на БКП. През 1952 г. е определена за заместник-министър на леката и хранителната промишленост. От 1954 до 1962 година е член на ЦК на БКП, министър на леката промишленост (1957 – 1959). Между декември 1959 и 1962 г. е завеждащ отдел „Планово-търговски“ при ЦК на БКП. С указ № 537 от 7 септември 1964 г. е обявена за герой на социалистическия труд. Награждавана е още с ордени „9 септември 1944 г.“ – I ст. (1951), „Народна република България“ (1962), четири ордена „Георги Димитров“ (1959, 1961, 1972, 1981) и други.